# Pericondrio
Il pericondrio è una membrana di tessuto connettivo fibroso denso che riveste le cartilagini nello sviluppo osseo e fornisce loro nutrimento.
È costituito da due strati separati: uno strato esterno di natura fibrosa e uno strato più interno condrogenico. Lo strato fibroso contiene fibroblasti che producono fibre collagene. Lo strato condrogenico rimane indifferenziato e può portare alla formazione di condroblasti e condrociti.
È assente nella cartilagine articolare. Il pericondrio ha inoltre importanti funzioni nella crescita e nella riparazione della cartilagine.